# Hans Gugelot
Hans Gugelot (Macáçar, Indonésia, 1 de abril de 1920 - Ulm, Alemanha, 10 de setembro de 1965) foi um famoso arquiteto e designer industrial. Realizou diversos trabalhos para a empresa alemã Braun GmbH e dirigiu o seu próprio estúdio gugelot design gmbh. Trabalhou como professor na Escola de Design Escola de Ulm.
Estudou arquitetura em Lausana em 1940 e terminou os seus estudos no Eidgenössische Technische Hochschule em Zurique, no ano de 1946. Ao longo dos próximos anos, ele trabalhou com Max Bill até 1954. Naquele mesmo ano conheceu Erwin Braun e embarcou em uma importante parceria no departamento de design Braun, juntamente com Dieter Rams e membros da Escola de Ulm. Em Braun, ajudou a desenvolver um conceito e estilo próprios e de grande identidade visual  baseado no funcionalismo e no essencialismo. Os eletrodomésticos Braun foram projetados em um estilo próprio baseado em formas geométricas, reduzida paleta de cores e uma completa ausência de decoração.

Entre 1954 e 1965, Gugelot dirigiu o "Grupo de Desenvolvimento 2" da Escola de Ulm, que havia sido fundada um ano antes. Nesta instituição, ele também ensinou e promoveu a abordagem modernista de função "sobre a forma" no mundo do design. Em consequência, Gugelot fez oposição ao que é conhecido como o "Detroit styling" (estilo de Detroit) e os princípios de Raymond Loewy do "Facelifting"  ou Styling. Hans Gugelot percebeu que um bom design não deve ser apenas um meio para aumentar as vendas, mas sim uma necessidade cultural.

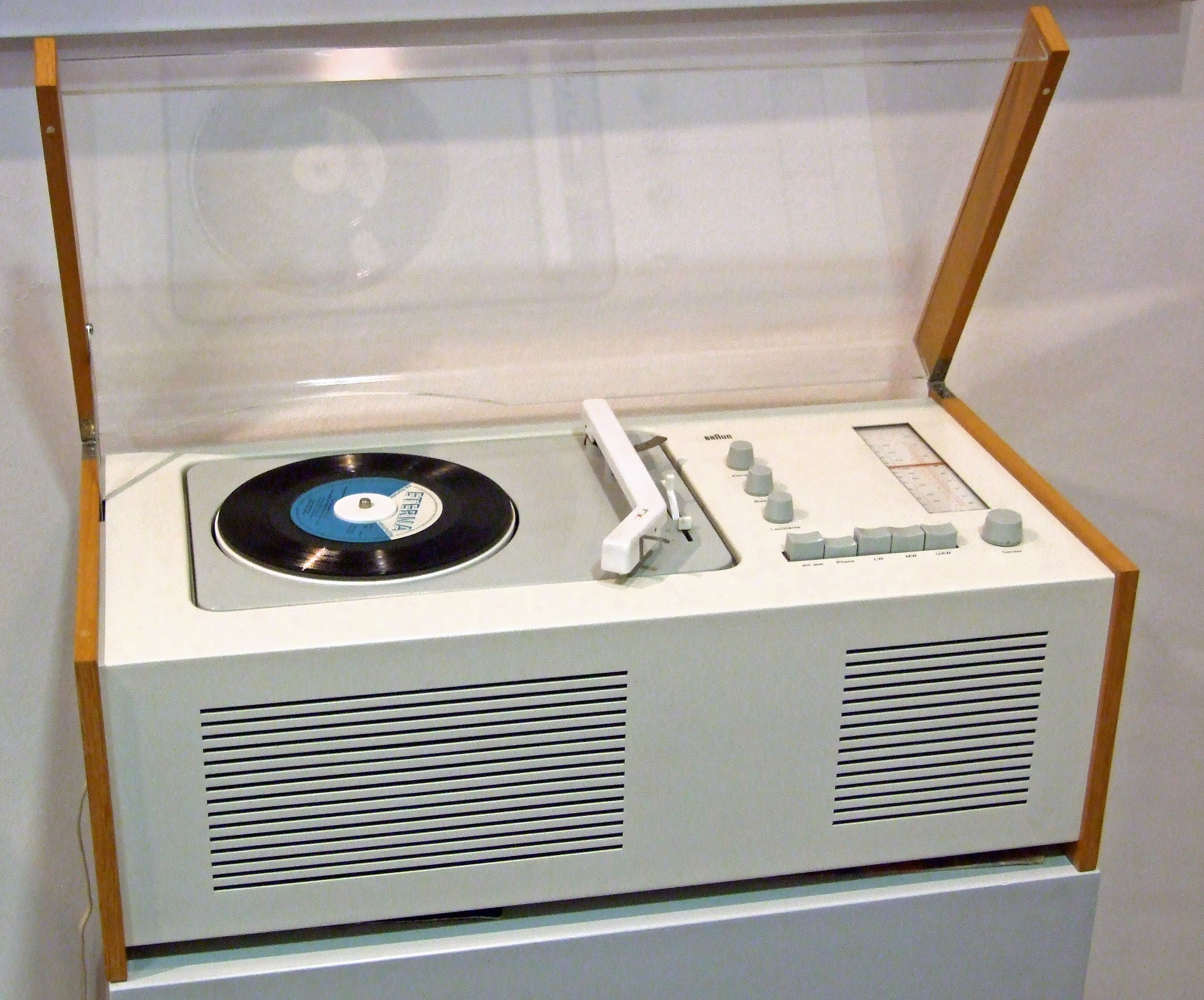
Tocadiscos Braun Phonosuper SK5 (1956) "Ataúd de Blancanieves" projetado por Hans Gugelot em colaboração com Dieter Rams

Entre suas obras mais famosas está o rádio gramofone Phonosuper Sk4 (1956), que projetou ao lado de Dieter Rams e deu o nome de "Ataúd de Blancanieves" (Caixão da Branca de Neve)  por causa de sua cor clara, tampa de acrílico e formalismo geométrico.